# Jeffrey R. Howard
Jeffrey Robert Howard (* 5. November 1955 in Claremont, New Hampshire) ist ein US-amerikanischer Jurist, der unter anderem von 2015 bis 2022 Präsident des Berufungsgerichts der Vereinigten Staaten für den ersten Gerichtsbezirk (Chief Judge of the US Court of Appeals for the First Circuit) war.

## Leben
Jeffrey Robert Howard absolvierte nach dem Schulbesuch ein grundständiges Studium am Plymouth State College, welches er 1978 mit einem Bachelor of Arts (B.A.) beendete. Ein darauf folgendes Studium der Rechtswissenschaften am Law Center der Georgetown University schloss er 1981 mit einem Doktor der Rechte JD (Juris Doctor) ab und nahm nach seiner Zulassung bei der Anwaltsvereinigung von New Hampshire (New Hampshire Bar Association) eine Tätigkeit im Büro des Generalstaatsanwalts von New Hampshire auf und war zuletzt von 1988 bis 1989 stellvertretender Generalstaatsanwalt dieses Bundesstaates. Nachdem er von 1989 bis 1993 Bundesanwalt (US Attorney) für das Bundesbezirksgericht (US District Court) von New Hampshire war, fungierte er als Nachfolger von John P. Arnold vom 25. Februar 1993 bis zu seiner Ablösung durch Philip T. McLaughlin am 21. August 1997 als Generalstaatsanwalt (Attorney General) von New Hampshire und war danach von 1997 bis 2002 als Rechtsanwalt tätig.
Am 2. August 2001 wurde Howard erstmals als Bundesrichter für das Berufungsgericht des ersten Gerichtsbezirks (United States Court of Appeals for the First Circuit) nominiert. Da jedoch keine Zustimmung des US-Senats erfolgte, wurde er am 4. September 2001 durch US-Präsident George W. Bush für den vakanten Sitz des Richters Norman H. Stahl erneut als Bundesrichter für das Berufungsgericht des ersten Gerichtsbezirks nominiert. Nach der Zustimmung des US-Senats am 22. April 2002 trat er dieses Amt offiziell am 3. Mai 2002 an. Als Nachfolger von Sandra Lynch übernahm er am 16. Juni 2015 auch das Amt als Präsident des Berufungsgerichts der Vereinigten Staaten für den ersten Gerichtsbezirk (Chief Judge of the US Court of Appeals for the First Circuit) und bekleidete dieses bis zum 31. März 2022, woraufhin David J. Barron ihn ablöste. In dieser Funktion war er von 2015 bis 2022 auch Mitglied der US-Justizkonferenz (Judicial Conference of the United States), ein 1922 eingerichtetes Gremium, das vom Obersten Richter der Vereinigten Staaten (Chief Justice of the United States) geleitet wird und aus dem Obersten Richter, dem Vorsitzenden Richter jedes Bundesberufungsgerichtsbezirks, einem Bezirksrichter aus verschiedenen Bundesgerichtsbezirken und dem Vorsitzenden Richter des US-amerikanischen Gerichtshofs für internationalen Handel (US Court of International Trade) besteht. Am 31. März 2022 schied er aus dem aktiven Richterdienst und wurde daraufhin Senior Judge, während Seth Aframe zum neuen Bundesrichter für das Berufungsgericht des ersten Gerichtsbezirks berufen wurde.